# 竹田六吉
竹田 六吉（たけだ ろくきち、1886年1月20日 - 1972年3月24日）は、大日本帝国海軍の軍人。最終階級は海軍少将。福岡県出身。

## 略歴
- 1905年 - 福岡県立中学修猷館卒業[1]
- 1908年11月21日 - 海軍兵学校第36期卒業[2] 成績順位は191名中第111位
- 1930年12月1日 - 大村海軍航空隊司令
- 1931年12月1日 - 大佐に昇格 佐世保海軍航空隊司令[2]
- 1932年11月15日 - 水上機母艦神威特務艦長[2]
- 1933年10月20日 - 空母鳳翔艦長[2]
- 1934年11月15日 - 横須賀鎮守府附[2]
- 1935年12月14日 - 予備役[2]
- 1941年6月10日 - 充員召集
- 1942年4月1日 - 名古屋海軍航空隊司令[2]
- 1942年6月2日 - 特設水上機母艦讃岐丸艦長
- 1943年9月23日 - 第九五四海軍航空隊司令[2]
- 1944年3月1日 - 第三十一航空隊司令
- 1944年10月15日 - 少将に昇格
- 1946年7月6日 - 充員召集解除
- 1947年（昭和22年）11月28日、公職追放仮指定を受けた[3]。